# Беселене, Вида Альфонсовна
Вида Альфонсовна Беселене (урожд. Шульските; лит. Vida Šulskytė-Beselienė; род. 17 августа 1956, Шяуляй, Литовская ССР, СССР) — советская литовская баскетболистка. Заслуженный мастер спорта СССР (1980).
Окончила Вильнюсский педагогический институт (1986).

## Биография
В 1973—1987 годах выступала за «Кибиркштис» (Вильнюс). В 1975—1987 годах центральная нападающая женской сборной команды Литовской ССР; в 1974—1983 годах игрок женской сборной СССР.
В 1990 году вместе с мужем Ромасом (еврей по национальности) и дочерью Линой выехала в Израиль, где возглавила специально для неё организованную детскую баскетбольную спортшколу в городе Ришон-ле-Цион. Одновременно с этим начала играть за баскетбольный клуб города, выступавшего в высшей лиге Израиля.
Получила гражданство Израиля.

## Достижения
- Чемпионка ОИ-80
- Чемпионка мира 1983
- Чемпион Европы 1976, 1978, 1980
- Бронзовый призёр чемпионата СССР 1984
- Серебряный призёр VII Спартакиады народов СССР 1979
- Награждена медалью «За трудовую доблесть».
- Шестикратная чемпионка Литвы